# Dibothrosuchus
A Dibothrosuchus a bazális crocodylomorphák közé tartozó sphenosuchiák egyik neme, egy olyan klád tagja, amely a krokodilok legközelebbi rokonait tartalmazza. Több részleges csontváz és koponya alapján ismert. Fosszíliáit a kínai Jünnan tartomány kora jura időszaki kőzeteiben fedezték fel. A Dibothrosuchus egy kis szárazföldi crocodylomorpha volt, amely valószínűleg rendelkezett hallóérzékkel, és a modern krokodilokéhoz hasonló hangok kiadására is képes lehetett.

## Felfedezés és leírás
A Dibothrosuchust D. J. Simmons nevezte el 1965-ben egy részleges koponyából és csontvázból álló típuspéldány alapján, amit a Fu Zsen Katolikus Egyetemen dolgozó Oehler atya fedezett fel egy Dawa nevű falu közelében levő sárkő rétegben. A típusfaj, a D. elaphros. 1985-ben, egy kínai-amerikai expedíció további, a nemhez tartozó maradványokra bukkant. A Dibothrosuchus fosszíliái a Lufeng Formáció alsó részéről (a Dar Red mederből) kerültek elő. Legalább három részleges csontváz és két koponya vált ismertté, néhány elszigetelt csonttal együtt. A Dibothrosuchust először ornithosuchida thecodontiaként írták le, később azonban átsorolták a sphenosuchidák közé. A második fajt Wu Xiao-chun (Vu Hsziao-csun) nevezte el 1986-ban. Miután újra megvizsgálták a típuspéldányt, Wu és Sankar Chatterjee úgy találták, hogy a D. xingsuensis a D. elaphros szinonimája, így a nemnek csak egyetlen faja maradt.
A Dibothrosuchus nem volt nagy állat. Az IVPP V 7907 jelzésű lelet koponyája az orr hegyétől a nyakszirti bütyökig (a condylus occipitalisig) csak 164 milliméter, a teljes példány hosszát pedig 1,3 méterre becsülték. A Dibothrosuchus általánosságban karcsú, hosszú farkú és lábú, hegyes orrú, négy lábon járó hüllő volt. A modern krokodiloktól eltérően a szárazföldön élt. A felső állcsontjához tartozó premaxillában öt kisebb, a maxillában pedig további tizenhét fog helyezkedett el, az állkapocsban levő nagy fogak pedig a premaxilla és a maxilla között levő egy-egy kis lyukba illeszkedtek. Az állkapocs mindkét oldalán legalább tizenegy fog volt. A koponya tetejét több kis redő díszítette. A koponya különböző hallást segítő részeinek fejlettsége arra utal, hogy a Dibothrosuchus éles hallással rendelkezett, és a ma élő krokodilokhoz hasonlóan valószínűleg képes volt hang útján kommunikálni a nem többi tagjával. A gerinc közepe mentén két sor páncéllemez helyezkedett el.

## Fordítás
- Ez a szócikk részben vagy egészben a Dibothrosuchus című angol Wikipédia-szócikk ezen változatának fordításán alapul.  Az eredeti cikk szerkesztőit annak laptörténete sorolja fel. Ez a jelzés csupán a megfogalmazás eredetét és a szerzői jogokat jelzi, nem szolgál a cikkben szereplő információk forrásmegjelöléseként.